# Karakol (Talas)
Der Karakol (kirgisisch Каракол) ist der rechte Quellfluss des Talas in Kirgisistan (Zentralasien).
Der Karakol entspringt im Westen des Kirgisischen Gebirges. Er fließt in westlicher Richtung. Am Unterlauf liegt der Ort Kopurobasar. Bei Tschatbasar vereinigt sich der Karakol mit dem von Nordosten heranströmenden Utschkoschoi zum Talas. Der Karakol hat eine Länge von ungefähr 100 km. Sein Einzugsgebiet umfasst 1210 km². Der mittlere Abfluss beträgt 7,64 m³/s.